# Tênis de mesa nos Jogos Olímpicos de Verão de 2000
O tênis de mesa nos Jogos Olímpicos de Verão de 2000 foi realizado em Sydney, na Austrália, com quatro eventos disputados.

## Eventos do tênis de mesa
Masculino: Simples | Duplas
Feminino: Simples | Duplas

## Masculino

### Simples masculino
| Pos. | País         | Atletas         |
| ---- | ------------ | --------------- |
|      | China (CHN)  | Kong Linghui    |
|      | Suécia (SWE) | Jan-Ove Waldner |
|      | China (CHN)  | Liu Guoliang    |

### Duplas masculino
| Pos. | País         | Atletas                            |
| ---- | ------------ | ---------------------------------- |
|      | China (CHN)  | Wang Liqin Yan Sen                 |
|      | China (CHN)  | Liu Guoliang Kong Linghui          |
|      | França (FRA) | Jean-Philippe Gatien Patrick Chila |

## Feminino

### Simples feminino
| Pos. | País               | Atletas   |
| ---- | ------------------ | --------- |
|      | China (CHN)        | Wang Nan  |
|      | China (CHN)        | Li Ju     |
|      | Taipé Chinês (TPE) | Chen Jing |

### Duplas feminino
| Pos. | País                | Atletas                |
| ---- | ------------------- | ---------------------- |
|      | China (CHN)         | Li Ju Wang Nan         |
|      | China (CHN)         | Sun Jin Yang Ying      |
|      | Coreia do Sul (KOR) | Kim Moo Kyo Ryu Ji Hye |

## Quadro de medalhas do tênis de mesa
| Ordem | País              | Medalha de ouro | Medalha de prata | Medalha de bronze | Total |
| ----- | ----------------- | --------------- | ---------------- | ----------------- | ----- |
| 1     | CHN China         | 4               | 3                | 1                 | 8     |
| 2     | SWE Suécia        | 0               | 1                | 0                 | 1     |
| 3     | KOR Coreia do Sul | 0               | 0                | 1                 | 1     |
| 3     | FRA França        | 0               | 0                | 1                 | 1     |
| 3     | TPE Taipé Chinês  | 0               | 0                | 1                 | 1     |